# Três Hierarcas Sagrados
Os Três Hierarcas Sagrados (em grego:  Οι Τρείς Ιεράρχες) do Cristianismo oriental se referem à Basílio Magno (conhecido como Basílio de Cesareia), Gregório de Nazianzo (Gregório, o Teólogo) e São João Crisóstomo. Eles foram bispos muito influentes durante o Cristianismo primitivo e tiveram papéis fundamentais na formação da teologia cristã. No oriente, eles são também conhecidos como Três Grandes Hierarcas e Professores Ecumênicos, enquanto que no Catolicismo ocidental, os três são honrados como Doutores da Igreja. Os três são venerados como santos pelas Igrejas Católicas e Ortodoxas; bem como no protestantismo, a exemplo do anglicanismo e por uma série de outras seitas.

## Origens do termo

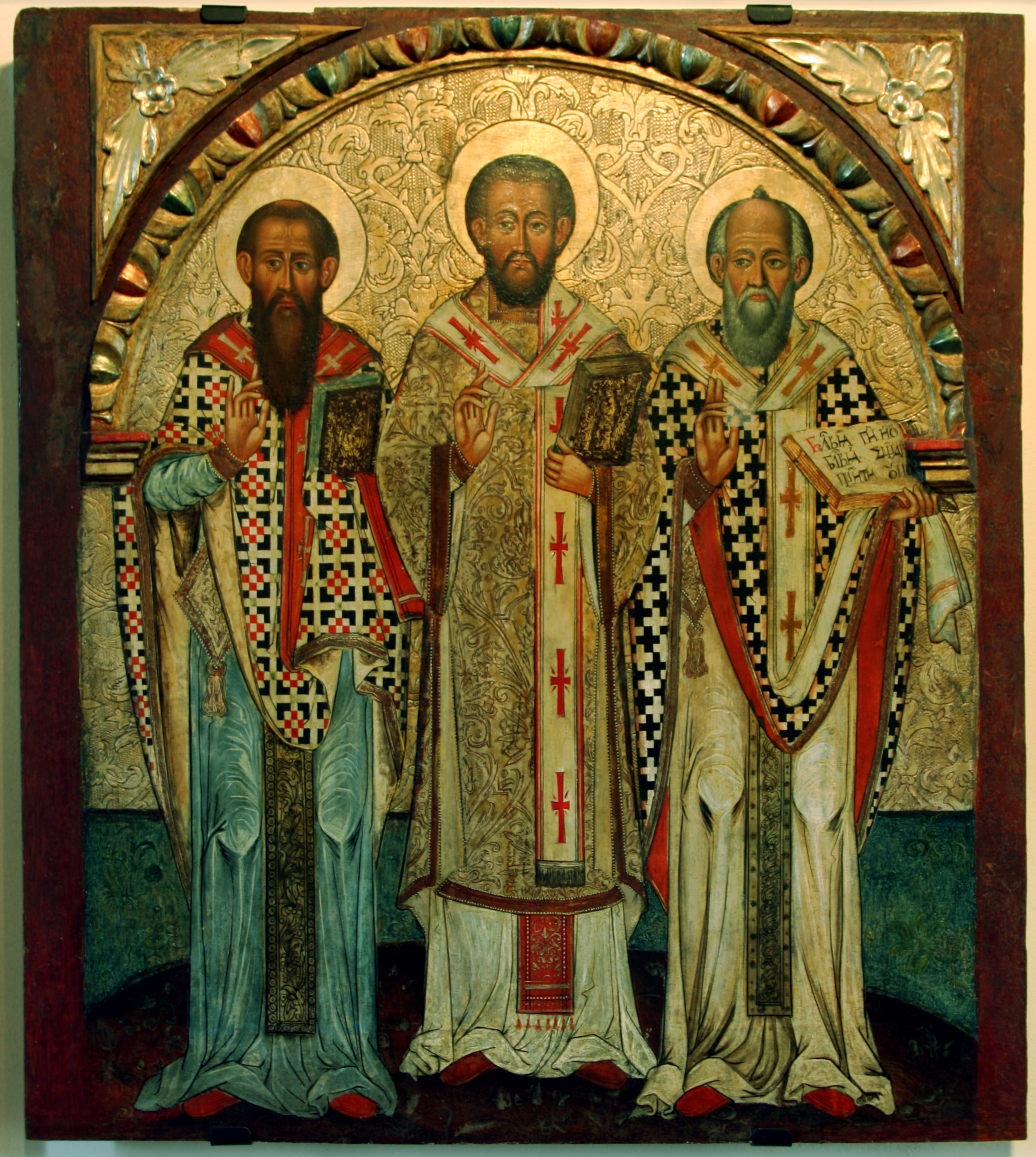
Ícone dos Três Hierarcas Sagrados.
De Lipie (séc. XVII, Museu Histórico em Sanok, Polônia).

Houve muitas disputas no século XI d.C. em Constantinopla sobre qual dos três hierarcas seria o maior. Alguns argumentavam que Basílio era superior aos outros dois por causa de suas explicações da fé cristã e o exemplo monástico. Os que apoiavam João Crisóstomo argumentavam que o arcebispo de Constantinopla, dito "Boca de Ouro" (em grego:  Χρυσόστομος), não tinha pares tanto na eloquência quanto na capacidade de trazer de volta os pecadores para a fé. Um terceiro grpo insistia que o bom amigo de Basílio, Gregório, o Teólogo, era o maior entre eles por causa da majestade, pureza e profundidade de suas homilias e sua defesa da fé cristã contra o arianismo. 
Todos tinham festas separadas em janeiro: Basílio em 1 de janeiro, Gregório em 25 e Crisóstomo em 27. Na tradição das Igrejas orientais, os três hierarcas apareceram juntos numa visão para São João Mauropo, bispo de Euceta, no ano de 1084, e disseram que eles eram iguais perante a Deus: "Não há divisões entre nós e nenhum se opõe ao outro." Como resultado, uma festa no dia 30 de janeiro comemorando os três juntos foi instituída por volta de 1100 pelo imperador bizantino Aleixo I Comneno. 
Actualmente, esta festa religiosa é celebrada pela Igreja Ortodoxa e pelas Igrejas Orientais Católicas no dia 30 de Janeiro.